# Knieschijf
De knieschijf (Latijn: patella) is een dik, driehoekig bot aan de voorzijde van het kniegewricht. Het is het grootste sesambeen in het menselijk lichaam. De knieschijf ligt ingebed in de pees van de musculus quadriceps femoris (de grote spiergroep aan de voorzijde van het bovenbeen), en heeft als functie de krachtoverdracht van deze spier op het onderbeen te verbeteren. Onder de knieschijf wordt de pees ligamentum patellae genoemd.

## Functies
De knieschijf heeft drie belangrijke functies: de optimalisatie van de hefboomverhoudingen, een remfunctie en een beschermfunctie.

### Optimalisatie van de hefboomverhoudingen
De knieschijf heeft als taak de pees van de quadriceps zo ver mogelijk van het draaipunt van het kniegewricht verwijderd te houden en daarmee bij te dragen aan een verbetering van de hefboomverhoudingen in het gebied van het kniegewricht.

### Remfunctie
De knieschijf vormt een belangrijk element in het vertragen van een beweging. Door de overname van de krachtsoverdracht van de quadriceps en de buigpezen van de knie op het femur speelt de knieschijf een belangrijke rol bij het afremmen van voorwaartse bewegingen.

### Beschermfunctie
De knieschijf beschermt het binnenste kniegewricht tot op zekere hoogte. De achterkant van de knieschijf (facies patellaris femoris) is net als zijn femorale glijlager met hyalinegewrichtskraakbeen bekleed om de wrijvingsweerstand te verminderen.

## Afwijkingen

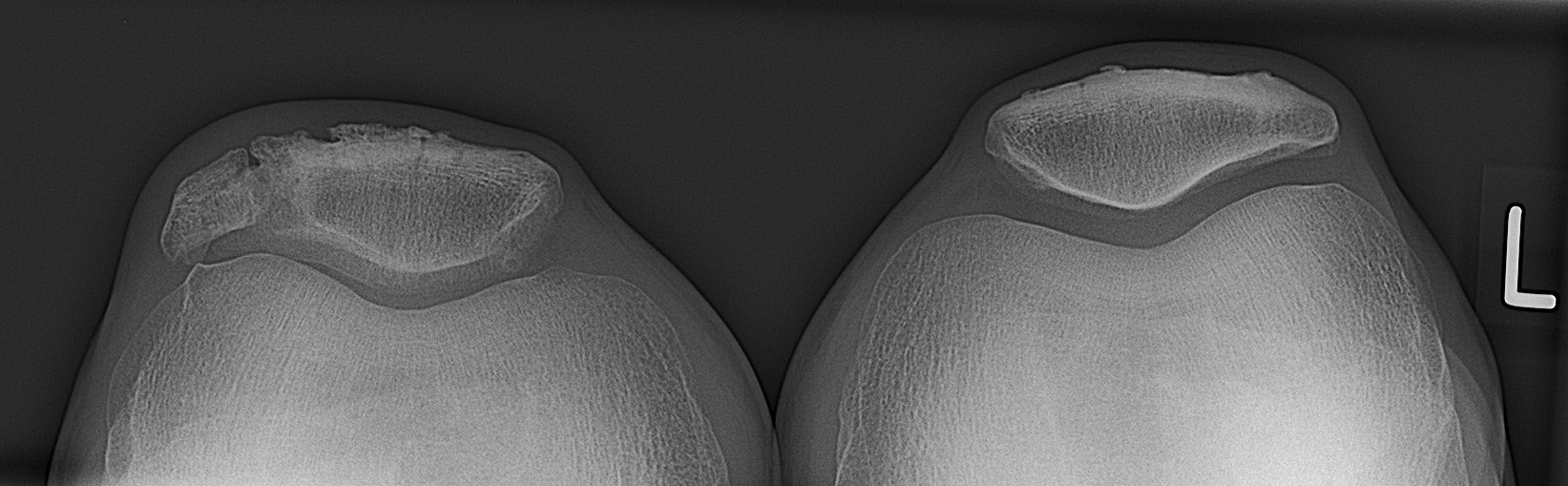
Patella bipartita van de rechter knieschijf

De knieschijf is eerst van kraakbeen. De verbening gaat vanuit drie groeicentra, maar soms groeien de stukken bot niet goed aan elkaar, resulterend in een patella bipartita of patella tripartita. Dit hoeft geen problemen te geven bij het functioneren van de knie.